# Гоумкрофт (Індіана)
Гоумкрофт (англ. Homecroft) — місто (англ. town) в США, в окрузі Меріон штату Індіана. Населення — 752 особи (2020).

## Географія
Гоумкрофт розташований за координатами 39°40′10″ пн. ш. 86°7′52″ зх. д. / 39.66944° пн. ш. 86.13111° зх. д. (39.669572, -86.131239).  За даними Бюро перепису населення США в 2010 році місто мало площу 0,63 км², уся площа — суходіл.

## Демографія
Згідно з переписом 2010 року, у місті мешкали 722 особи в 308 домогосподарствах у складі 214 родин. Густота населення становила 1154 особи/км².  Було 323 помешкання (516/км²).
Расовий склад населення:
| - 95,7 % — білих - 0,8 % — чорних або афроамериканців - 0,7 % — корінних американців - 0,7 % — азіатів |

До двох чи більше рас належало 1,5 %. Частка іспаномовних становила 1,1 % від усіх жителів.
За віковим діапазоном населення розподілялося таким чином: 21,6 % — особи молодші 18 років, 65,7 % — особи у віці 18—64 років, 12,7 % — особи у віці 65 років та старші. Медіана віку мешканця становила 41,2 року. На 100 осіб жіночої статі у місті припадало 87,5 чоловіків;  на 100 жінок у віці від 18 років та старших — 84,4 чоловіків також старших 18 років.
Середній дохід на одне домашнє господарство  становив 78 525 доларів США (медіана — 73 750), а середній дохід на одну сім'ю — 86 773 долари (медіана — 83 500). За межею бідності перебувало 7,7 % осіб, у тому числі 10,8 % дітей у віці до 18 років та 7,0 % осіб у віці 65 років та старших.
Цивільне працевлаштоване населення становило 392 особи. Основні галузі зайнятості: освіта, охорона здоров'я та соціальна допомога — 32,9 %, виробництво — 11,0 %, науковці, спеціалісти, менеджери — 9,4 %, роздрібна торгівля — 8,7 %.